# 松花江
 第二松花江源 42°0′22″N 128°3′25″E / 42.00611°N 128.05694°E

 嫩江源 51°20′3″N 124°26′47″E / 51.33417°N 124.44639°E

 三岔河口 45°26′24″N 124°39′46″E / 45.44000°N 124.66278°E

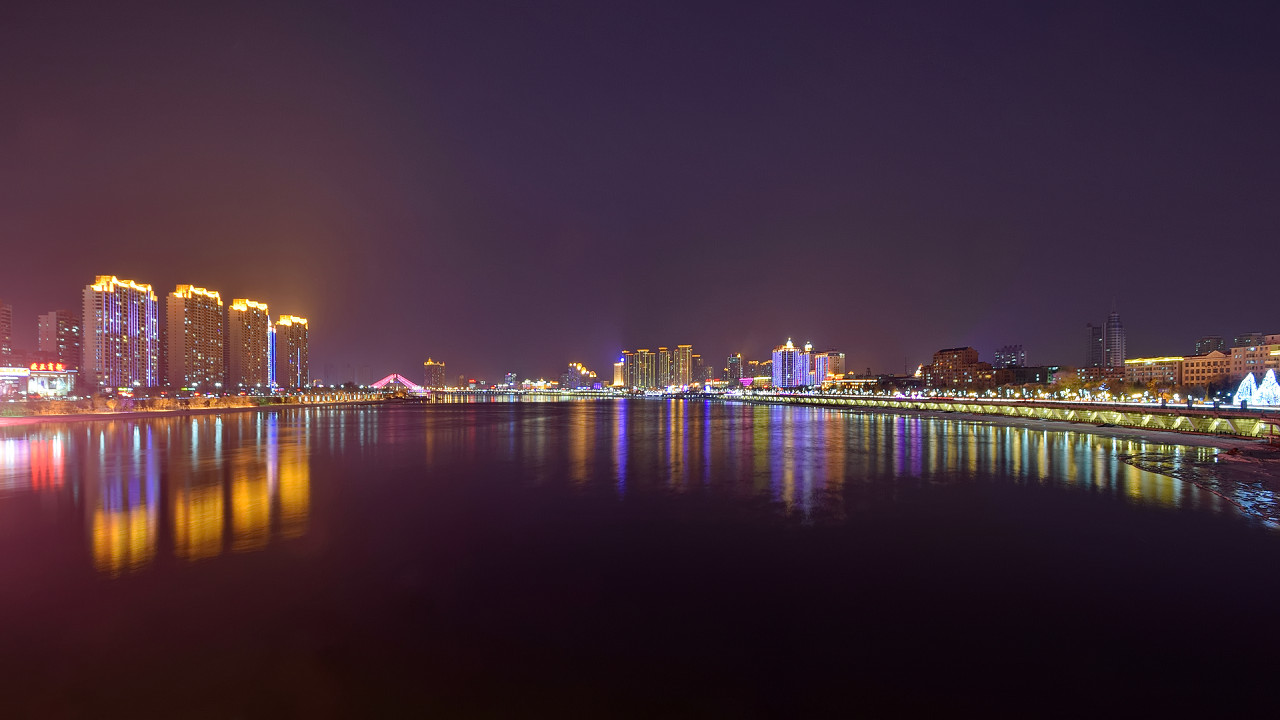
松花江流經吉林市

松花江（转写：Sunggari Ula，羅馬化：Sungari）是中國東北地區的河川，為黑龙江最大支流，发源于长白山天池，由東南向西北流經東北平原。長度若含第二松花江可達1725千米，流域面积約35.2万平方千米。若將南北兩源頭河皆算進，整個松花江水系流域可橫跨遼、吉、黑、蒙四省區；通航里程约2600千米。汽轮可上溯到吉林，沿嫩江可上溯至齐齐哈尔，哈尔滨以下在丰水期可通航千吨级江轮。
松花江之名始見於明代宣德年间，元代則稱宋瓦江，兩者皆音譯自滿語，本意為“天河”或“银河”（转写：Sunggari Bira），清代亦直譯作松阿里烏拉。清代“黑龙江”指的仅仅是黑龙江和松花江汇合处上游的河道。和松花江汇合后的下游河道，被视为松花江下游。中俄《瑷珲条约》中就以“松花江”指代今日两江汇合处到今日黑龙江河口这段河道。此后，可能是由于习惯将《瑷珲条约》割让的地区称为“黑龙江北土地”的缘故。后世逐渐将松花江视为黑龙江支流，把两江交汇处直到河口段视为黑龙江下游。

## 水文
嫩江干流长1490公里，流域面积24.39万平方公里，支流众多，右岸多于左岸，发源于大、小兴安岭。在嫩江县以上，穿流于山地中，多为石质河底，坡陡流急。嫩江县以下，河流多弯曲、浅滩，河宽400～1000米，水深约1米。沿岸有沼泽地，并有牛轭湖，西南部多沙丘。
第二松花江长790公里，流域面积7.82万平方公里，多支流源于长白山，多从左岸汇入。上游穿流于高山峡谷，河道狭窄，水流湍急。流经吉林市，有库容百亿立方米的丰满水库（松花湖），湖区长200公里。吉林以下，河谷渐宽至300～500米，扶余以下江面宽500～1000米，河道坡降0.095％，水流渐缓，水深约2.5米。
松花江干流867公里，左岸支流有辉发河、饮马河、嫩江、呼兰河、汤旺河，右岸支流有拉林河、阿什河、蚂蚁河、牡丹江、倭肯河等支流汇入。干流河道深广，坡度较缓，比降约0.083‰。与嫩江合流的三岔河口至哈尔滨，河道蜿蜒于草原湿地，河宽370～850米，水浅流缓，比降0.021‰；哈尔滨至佳木斯，两岸为台地、低山丘陵，河宽200～1000米，依兰附近的“三姓浅滩”长27公里，多处岩石出露水面，江岸石崖连绵600余米。佳木斯以下，地势平坦，河道宽浅，宽1.5～3公里，流速缓慢，受黑龙江顶托，回水上溯80余公里，直达富锦。
松花江径流补给，雨水占75～80％，融雪水占15～20％，地下水占5～8％。4月冰雪开始融化。5、6月夏汛开始。7、8月雨量占全年的一半，水位较枯水期高4～5米，径流占全年的30～40％。9月后水量下降。10月下旬～翌年4月中旬为枯水期，径流占全年的5～20％。11月中旬～翌年4月初为封冻期，最大冰厚1米左右。

## 气候
属温带大陆性季风气候。冬季漫长，严寒干燥，夏季温暖湿润，春季干燥多风，年内温差较大。流域内降水不均，在长白山年降水量700～800毫米，向西、北递减。

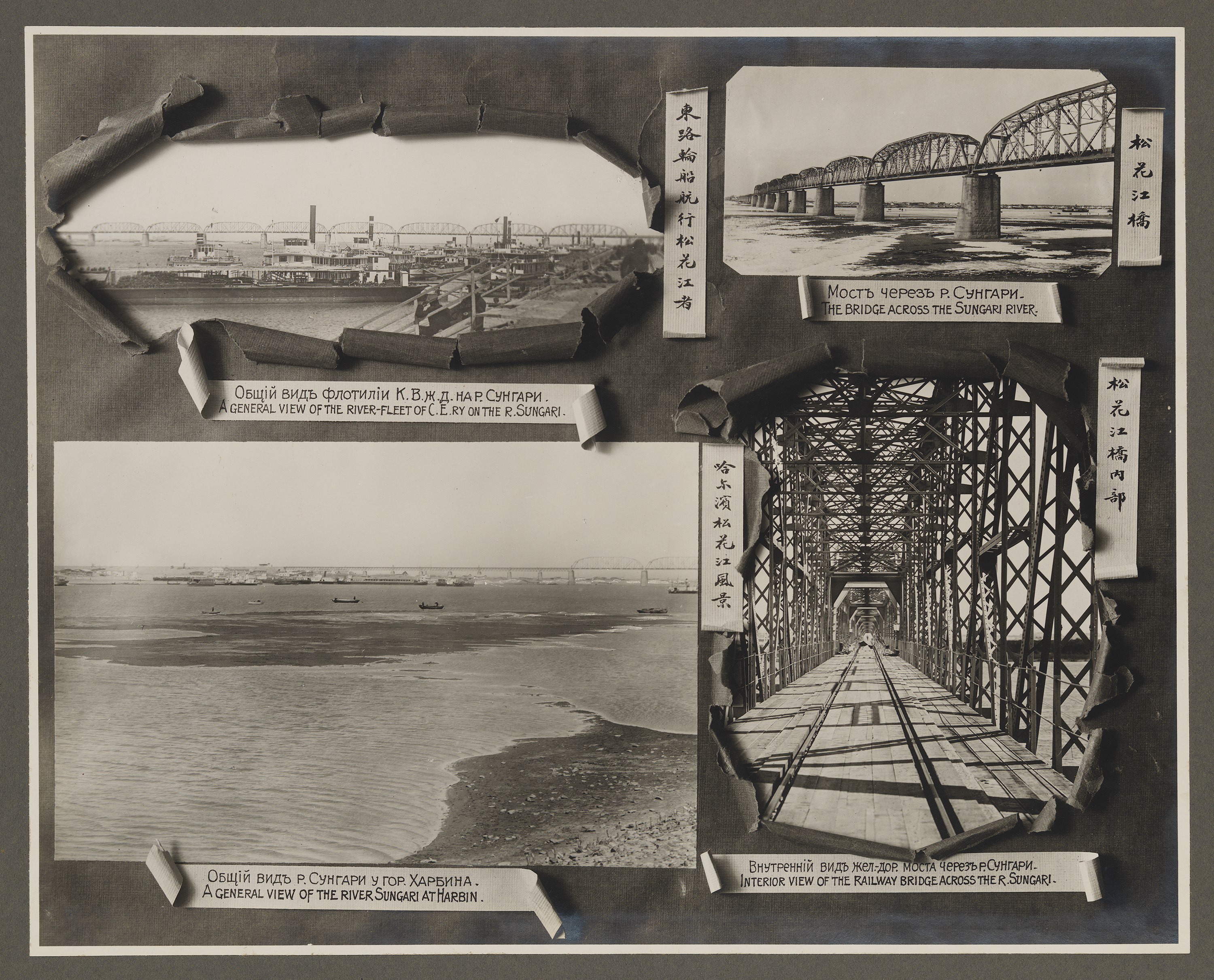
東清鐵路上的松花江橋，攝於1903-1919年間
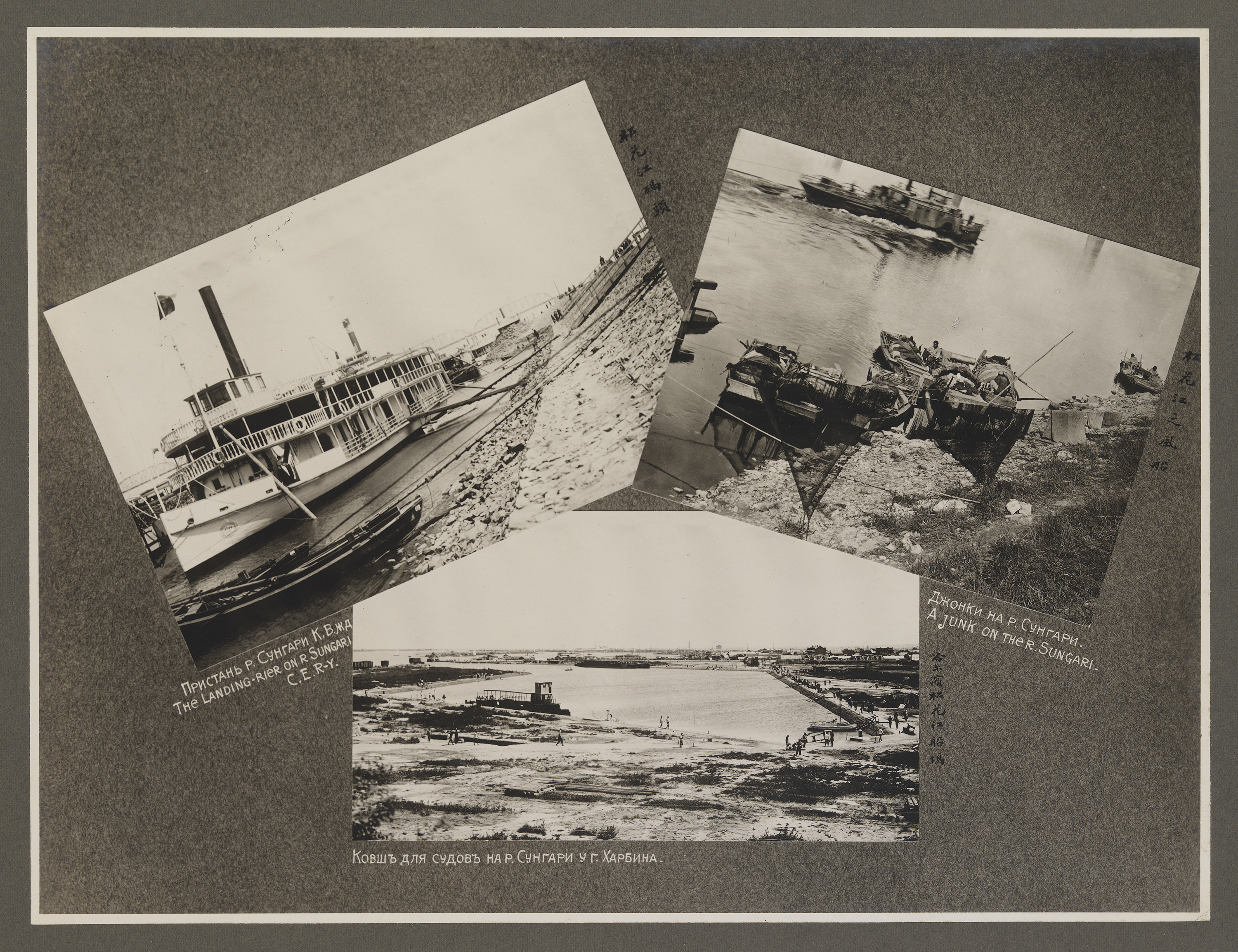
松花江邊的東清鐵路輪船
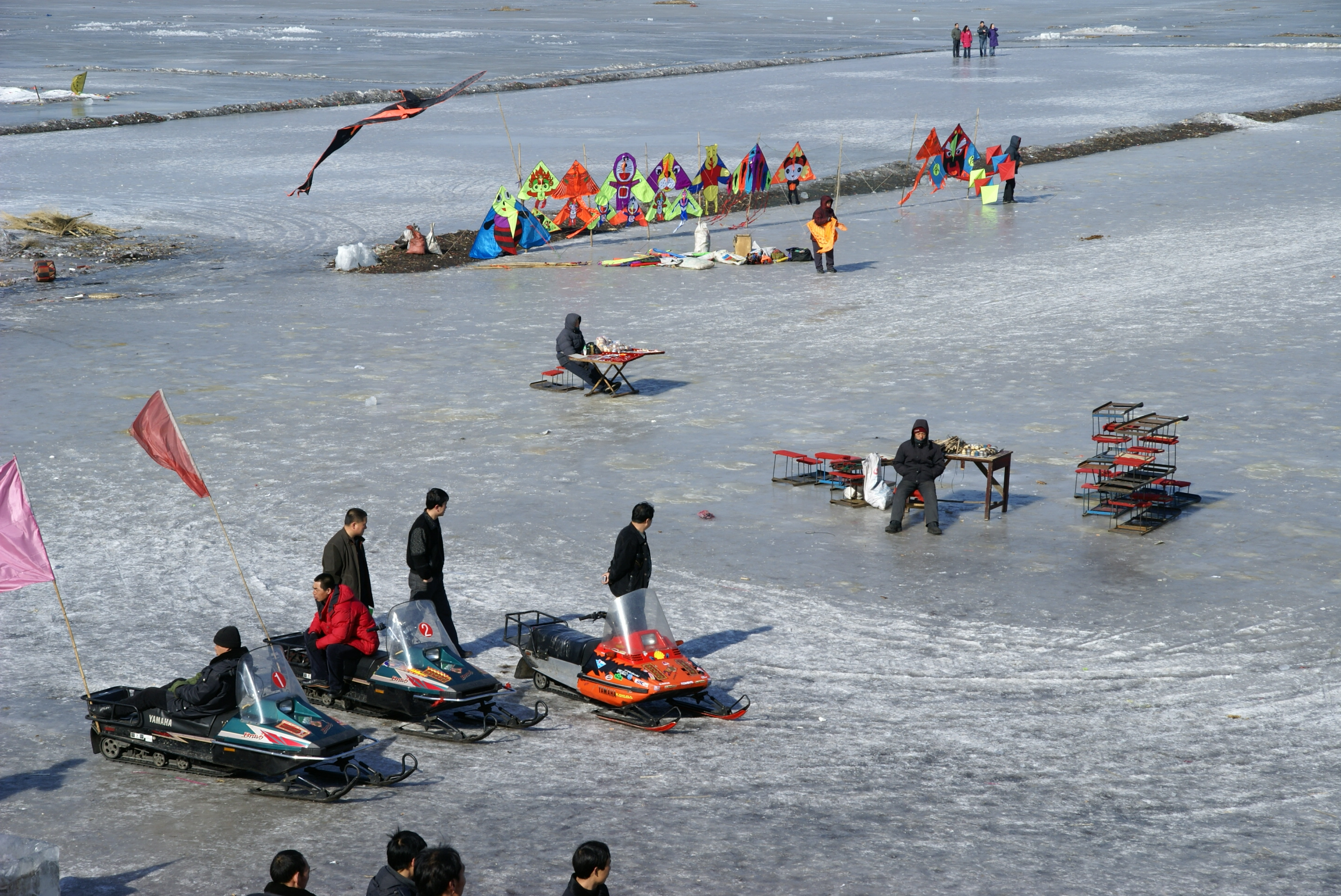
松花江結冰時冰上玩耍
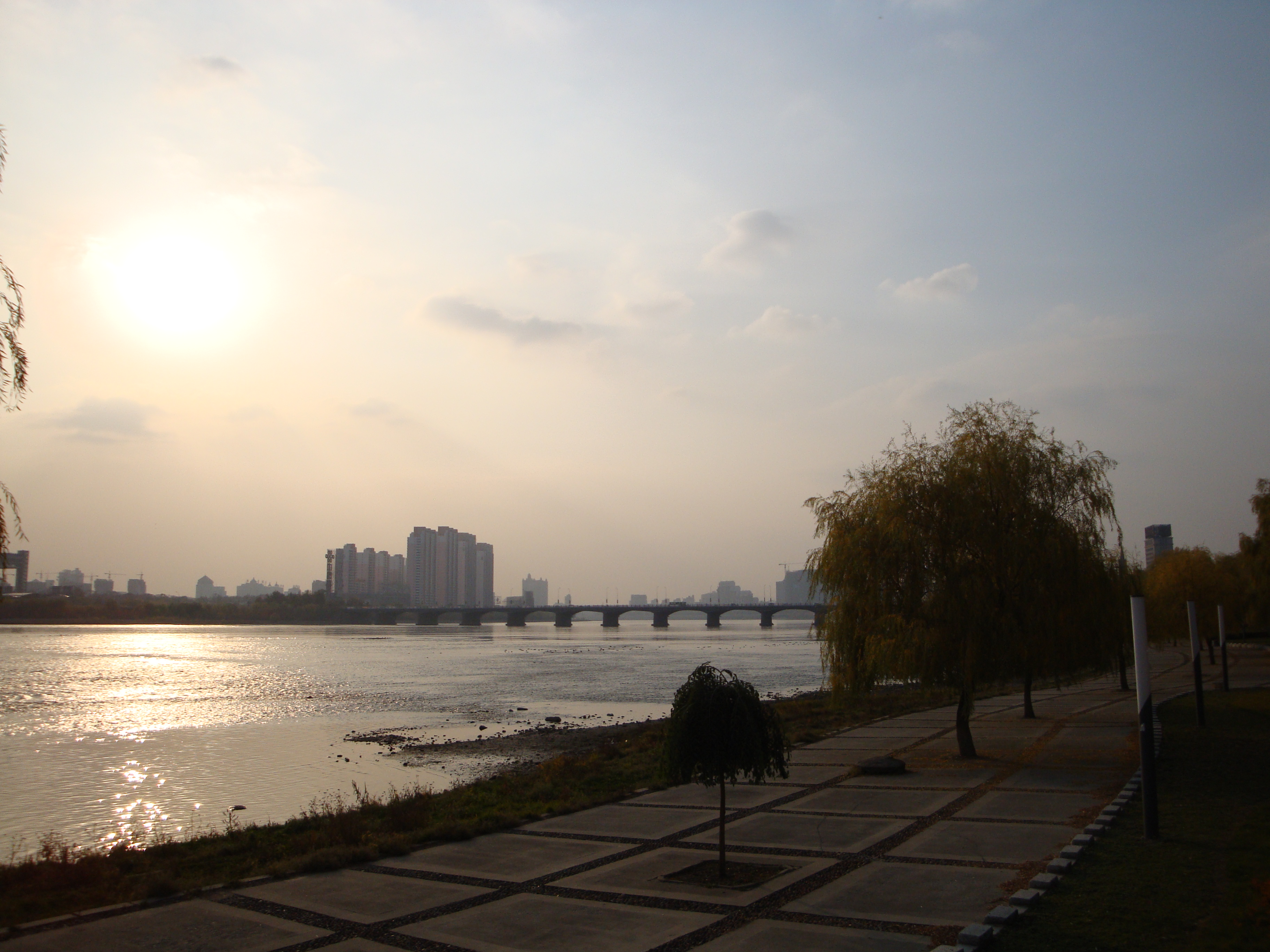
吉林市
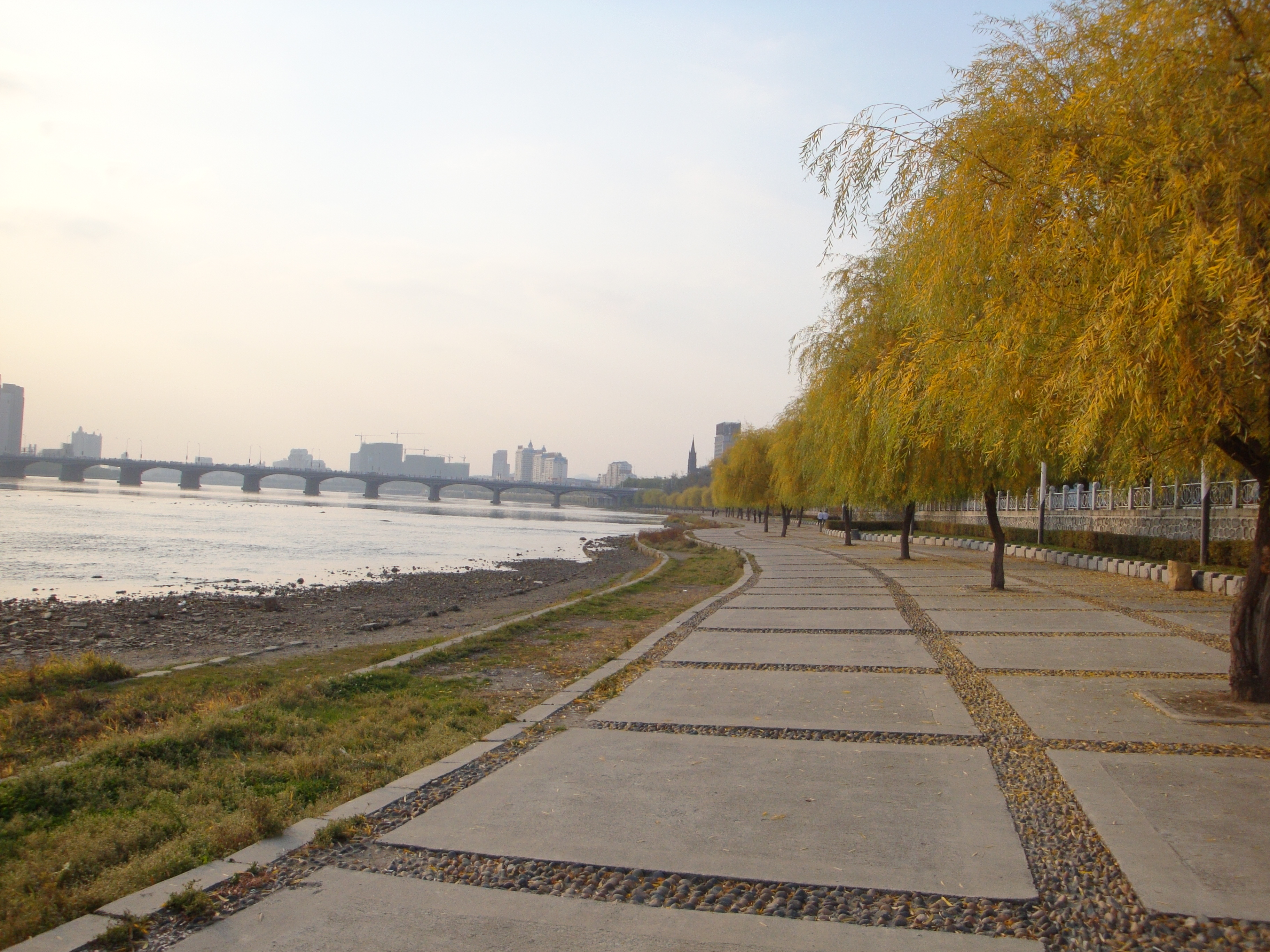
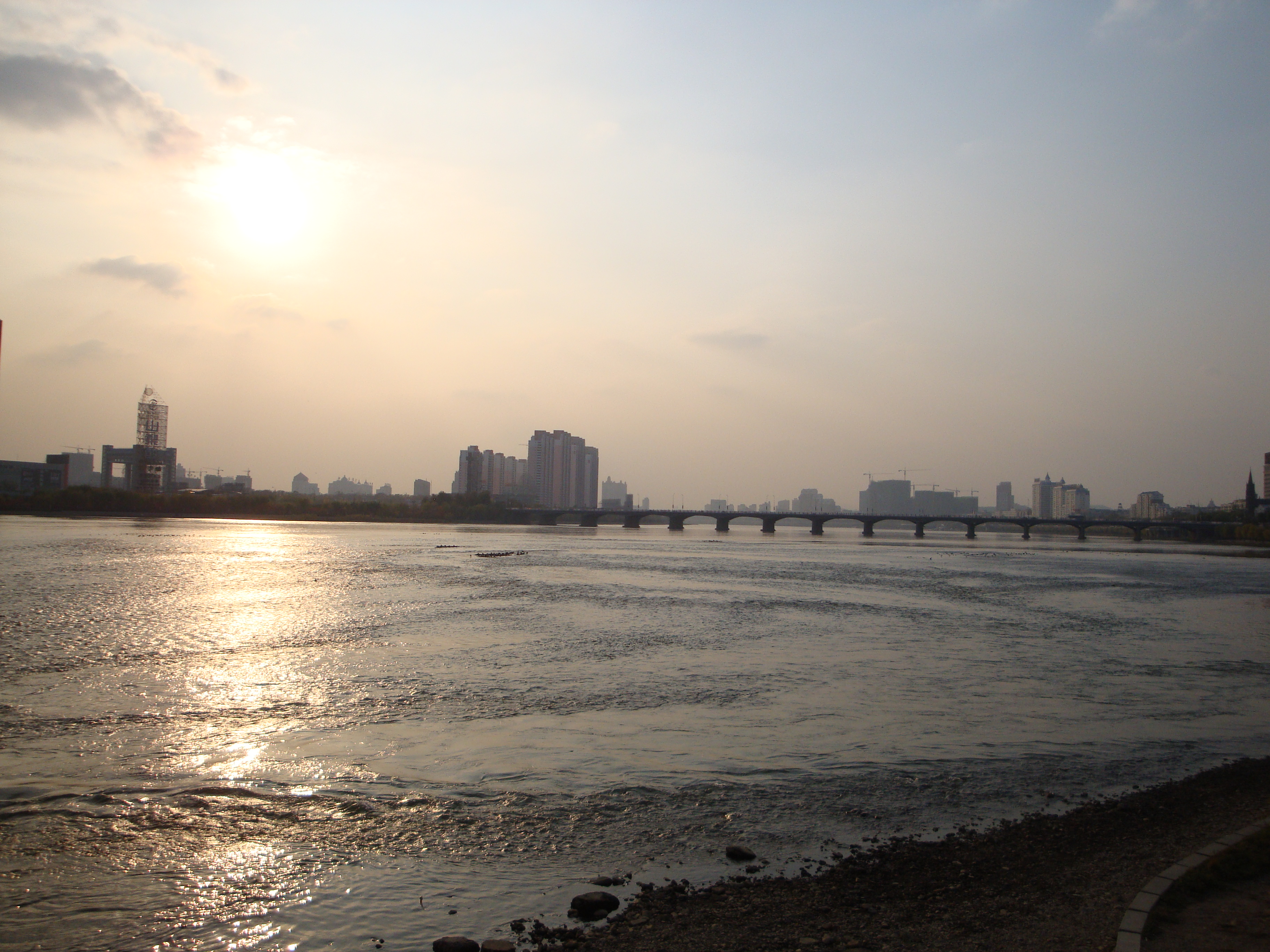
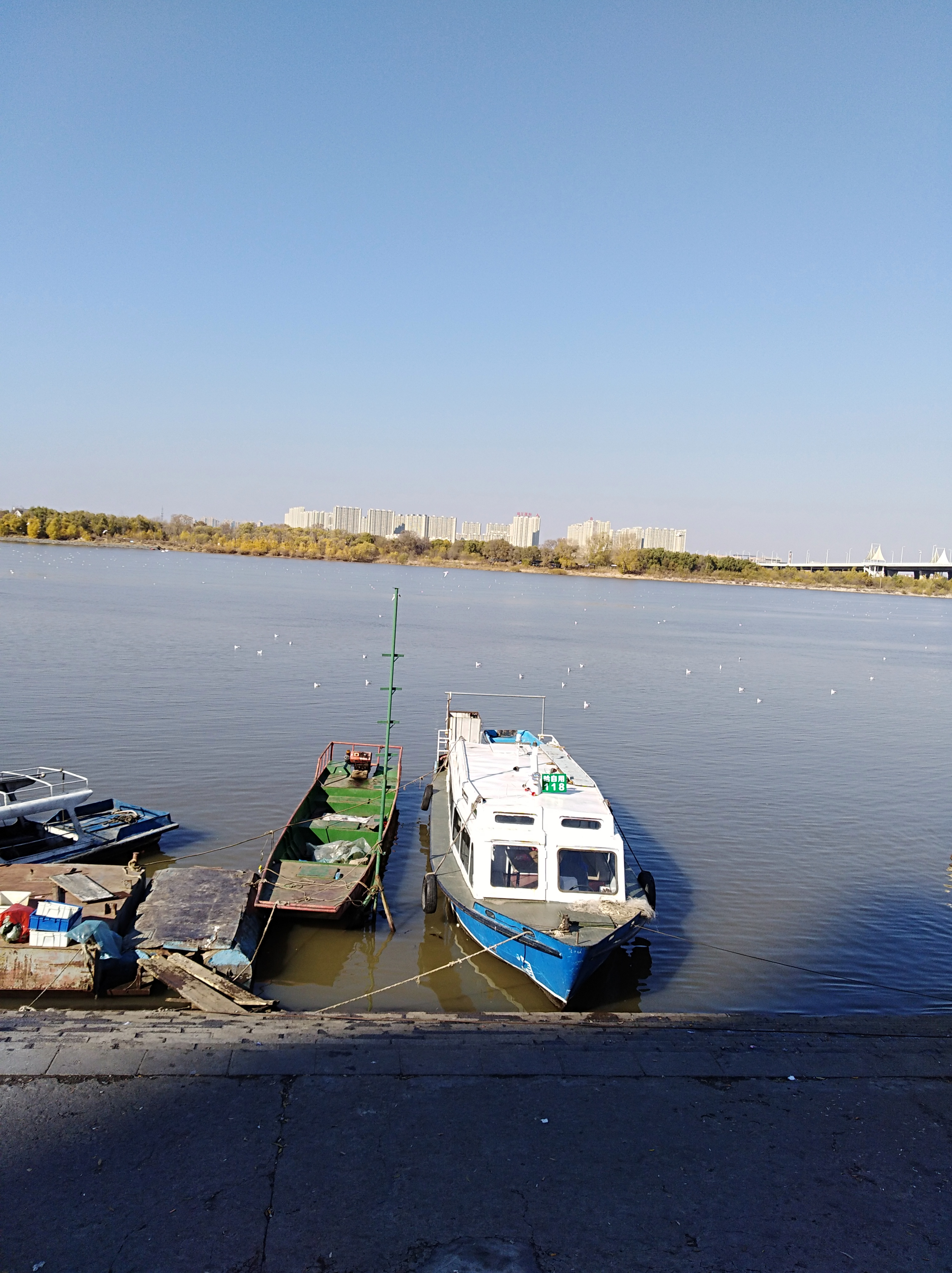
哈尔滨市
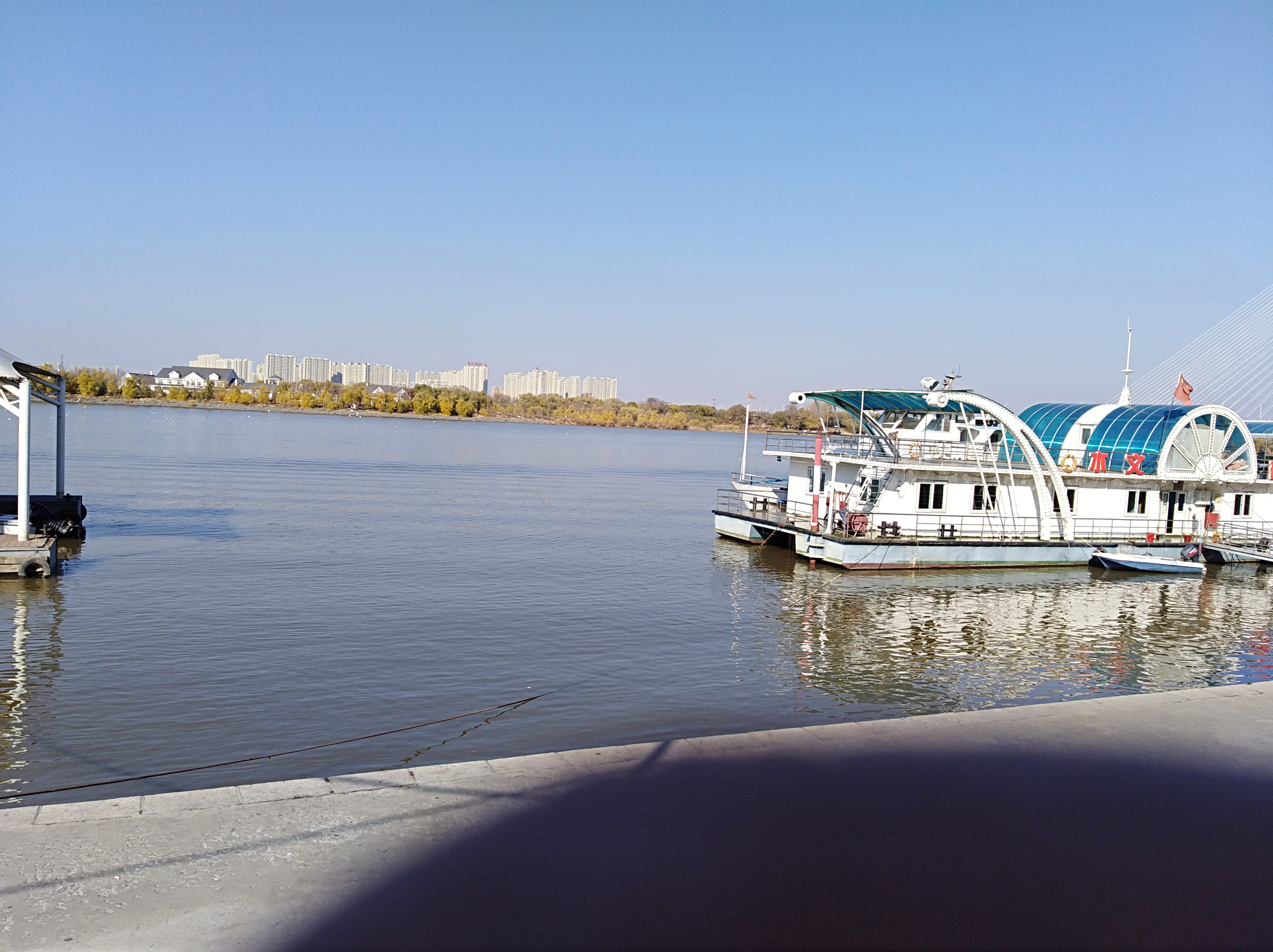
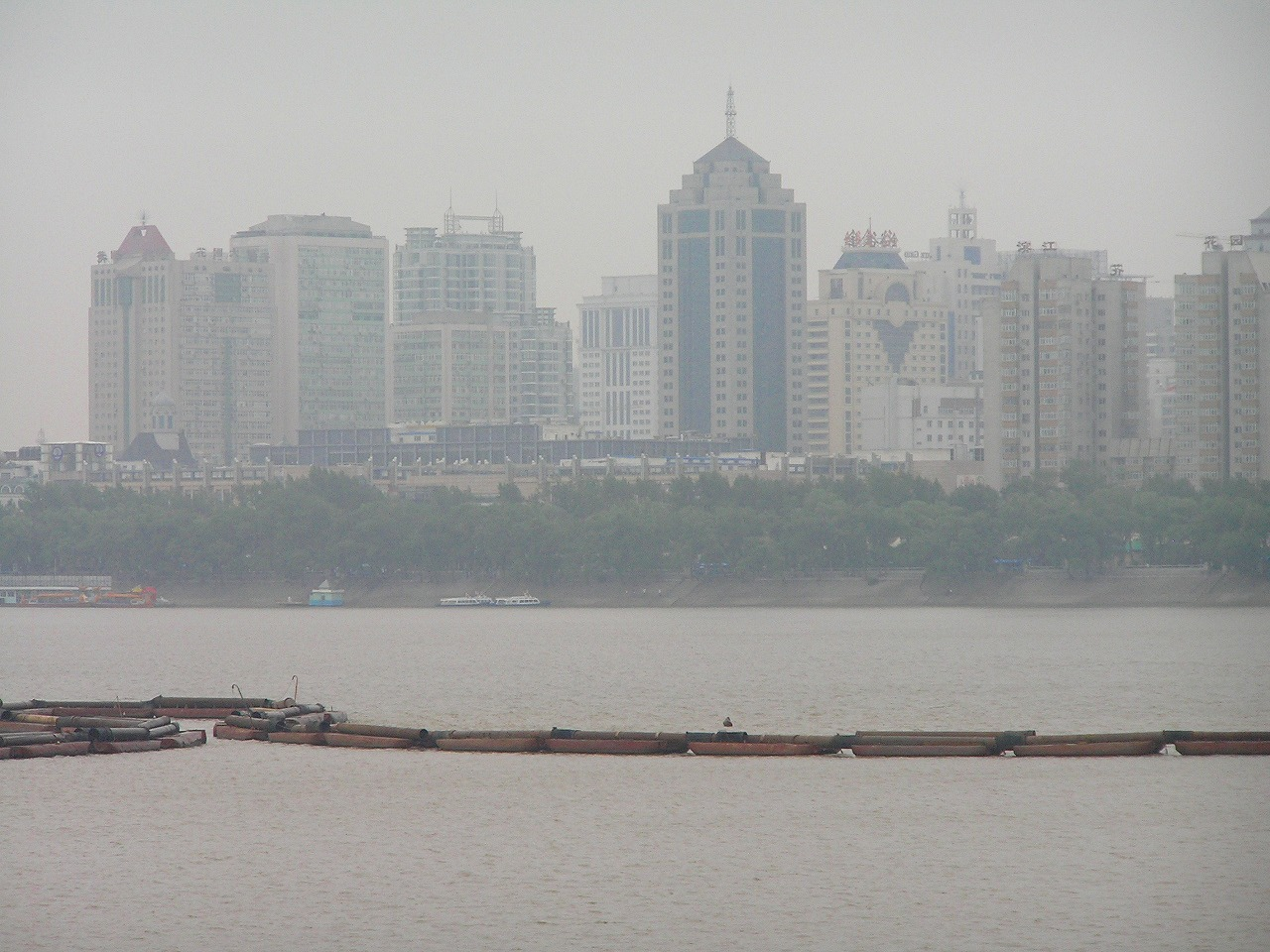

## 城市
松花江河畔主要城市有：
- 吉林
- 松原
- 哈尔滨
- 佳木斯

支流嫩江河畔主要城市有：
- 齐齐哈尔

## 相关事件
2005年吉林化工厂爆炸对松花江造成了严重污染。
2010年7月27日晚，吉林省永吉縣經濟開發區兩家企業庫房被洪水所衝毀，存放的化工原料桶衝入溫德河和進入松花江。經廠家核實，流出工廠的原料桶有7138個，其中空桶3476個。原料主要為三甲基一氯硅烷、六甲基二硅氮烷等。據環保部門連續跟蹤監測，至今為止松花江水質未見異常，符合國家地表水標准。截止至8月2日，松花江化工原料桶打捞工作基本结束，没有原料桶流出吉林省境。

## 延伸阅读
[在维基数据编辑]
 《欽定古今圖書集成·方輿彙編·山川典·混同江部》，出自陈梦雷《古今圖書集成》